# Сусамиртау
Сусамиртау или Суусамиртау (на киргизки: Талас Ала-Тоосу; на руски: Сусамыртау) е планински хребет във Вътрешен Тяншан, разположен на територията на Киргизстан (Таласка, Джалалабадска, Чуйска и Наринска област). Простира се от запад на изток на протежение от 130 km, като загражда от юг Сусамирската котловина. На юг се спуска до долината на река Нарин, а на запад и изток – до долините нейните десни притоци Чичкан и Кьокьомерен и десния приток на последната Суусамир на север. На северозапад чрез прохода Алабел (3184 m) се свързва с хребета Таласки Алатау. Максимална височина 4048 m, (41°56′52″ с. ш. 73°47′08″ и. д. / 41.947778° с. ш. 73.785556° и. д.), разположена в централната му част, на границата между Джалалабадска, Чуйска и Наринска област. Изграден е основно от долнопалеозойски метаморфни шисти и гранити. На север текат къси и бурни десни притоци (Муз Тьор, Арам Суу, Източна Арам Суу, Чонг Чимчик, Ковюксу и др.) на реките Суусамиртау и Кьокьомерен, а на юг – десни притоци (Торкент и др.) на река Нарин. Склоновете му са заети от субалпийски и алпийски пасища и високопланински каменисти ландшафти.

## Топографска карта
- К-43-А М 1:500000[2]
- К-43-В М 1:500000[3]